# کریستینا رادونجیچ
کریستینا رادونجیچ (به انگلیسی: Kristina Radonjić) ژیمناست زادهٔ ۲۲ اکتبر ۱۹۷۴ میلادی اهل کشور یوگسلاوی است.